# Gergelyffi András
Gergelyffi András (Csíkmindszent, 1760. november 30. – Szilágysomlyó, 1816) orvosdoktor, vegyész, botanikus. Kraszna vármegye tisztiorvosa, az első magyar nyelvű technológiakönyv szerzője.

## Életútja
Az erdélyi örmény Gergelyfi család leszármazottja. Tanulmányait szülőhelyén, Csíkmindszenten, majd Csíksomlyón és Kolozsvárott végezte. A pesti orvosi egyetem hallgatója volt, itt doktorált 1790-ben. Egy évre rá visszatért Erdélybe, s Szamosújvárra költözött. Feleségül vette Alpári Klárát, akitől öt gyermeke született. Szakmai kapcsolatban állt Nyulas Ferenccel, akivel barátságot is ápolt. 1804-ban Homoródfürdő ásványvizeinek elemzésével foglalkozott, 1808 tavaszán a Bázna környéki vizeket analizálta. 1809-ben már Kraszna vármegye főorvosa volt. 1811-ben a Gubernium felkérte az erdélyi borvizek vizsgálatára, amellyel 80 napot töltött, ezen célra anyagi fedezetet, felszerelést és katonai őrséget is biztosítottak számára. 1809-ben Pozsonyban jelent meg Technológia vagyis a mesterségek és némely alkotmányok rövid leírása című munkája, melyet az első magyar nyelvű technológia könyvként tartanak számon. Mint udvarhelyszéki fizikus, 900 növény, virág, cserje és fa leírását is elvégezte. 

## Munkái
- Technologia, vagyis a mesterségek és némely alkotmányok rövid leirása. Pozsony, 1809
- De aquis et thermis mineralibus, terrae Siculorum Transylvaniae. Cibinii, 1811
- Analysis quarumdam aquarum mineralium Magni Principatus Transylvaniae. Claudiopoli, 1814
- A két magyar hazában behozandó hasznos növényekről. Claudiopoli, 1814